# Setouchi, Okayama
Setouchi (瀬戸内市 Setouchi-shi) là một thành phố thuộc tỉnh Okayama, Nhật Bản.